# داگلاس وای‌اوای-۵
داگلاس وای‌اوای-۵ (به انگلیسی: Douglas YOA-5) یک هواپیمای ساختِ کارخانهٔ شرکت هواپیماسازی داگلاس در کشور ایالات متحده آمریکا است. نخستین استفاده‌کنندهٔ این هواپیما تفنگداران هوایی ارتش ایالات متحده آمریکا بوده‌است. این هواپیما برای نخستین بار در ۱۹۳۵ میلادی مورد استفاده قرار گرفت.